# Francesc Roca
Francesc Xavier Roca Sarret, (nacido el 20 de marzo de 1968 en Barcelona, Cataluña) es un exjugador de baloncesto español. Con 1.80 de estatura, su puesto natural en la cancha era el de base. Exentrenador del Tigres Mais Descanso

## Trayectoria
- Cantera Joventut de Badalona.
- Andorra (1988–1992)
- Breogán Lugo (1989–1992)
- Gran Canaria (1992-1993)
- Gandía Basket (1993-1994)
- Concello de Portas (1994-1995)